# Madické Niang
Pour les articles homonymes, voir Niang.
Madické Niang, né à Saint-Louis le 25 septembre 1953, est un avocat et un homme politique sénégalais. Ministre de la Justice dans plusieurs gouvernements, il est ministre des Affaires étrangères entre le 1er octobre 2009 et le 3 avril 2012. Alioune Badara Cissé lui succède.

## Biographie
Il naît et grandit à Saint-Louis. Il suit sa scolarité au lycée Charles de Gaulle de St-Louis, fréquente un temps la faculté de droit à l’Université de Dakar, puis poursuit ses études de droit à Abidjan. Il s'inscrit au barreau de Dakar et compte parmi ses clients des entreprises telles que la Compagnie sucrière sénégalaise. Il devient un proche d'Abdoulaye Wade, déjà un opposant politique très actif, lorsqu'il le défend dans l'affaire de l’assassinat de Maître Babacar Sèye.
Sous les mandats présidentiels de Wade, il est ministre de l'Habitat du premier gouvernement Seck (2002-2003) et de l'Énergie et des Mines dans le second gouvernement Seck (2003-2004). Il garde son portefeuille dans le premier gouvernement Sall (2004-2006), modifié en Mines et de l'Industrie dans le deuxième gouvernement Sall (2006-2007). Dans le Gouvernement Ndiaye I, il est Ministre d'État, Garde des Sceaux, ministre de la Justice de 2007 à 2009, puis Ministre d'État, ministre des Affaires étrangères d'octobre 2009 à avril 2012.
Il est exclu du Parti démocratique sénégalais en octobre 2018, pour s'être porté candidat à l'Élection présidentielle sénégalaise de 2019 alors que son parti soutient le fils de l'ancien président, Karim Wade, invalidé par le Conseil constitutionnel. Il « défend un libéralisme social proche de celui de son mentor. ».

## Vie privée
Madické Niang a eu une fille en 2002 appelée Ifanette Niang. Il a également un fils, Alioune Niang.

## Publications
- Pour que triomphe la vérité : l'assassinat de Maître Babacar Seye, La Palatine, Paris, 2002, 223 p.  (ISBN 2-7103-2508-X)
- Sénégal, affaire maître Sèye : les pièges de l'acharnement, Le Cherche-Midi, Paris, 2006, 215 p.  (ISBN 2-7491-0759-8)